# Norvégia kultúrája
Norvégia kultúrája szorosan kapcsolódik az ország történelméhez és földrajzi helyzetéhez. A norvég kultúra gyökerei a vikingek hagyományaira, a középkori „nagyság korszakára” és a sagákra nyúlnak vissza. Noha a norvég kultúra elemeit általában a nyugat-európai művészet befolyásolta, és számos stílusát elnyelte, a tradicionális népi kultúra is tükröződik benne. A harc a függetlenségért, a természet iránti csodálat − ezek a motívumok a norvég zenében, az irodalomban és a festészetben is megjelennek. A természet továbbra is fontos szerepet játszik a népi kultúrában.

## Oktatási rendszer

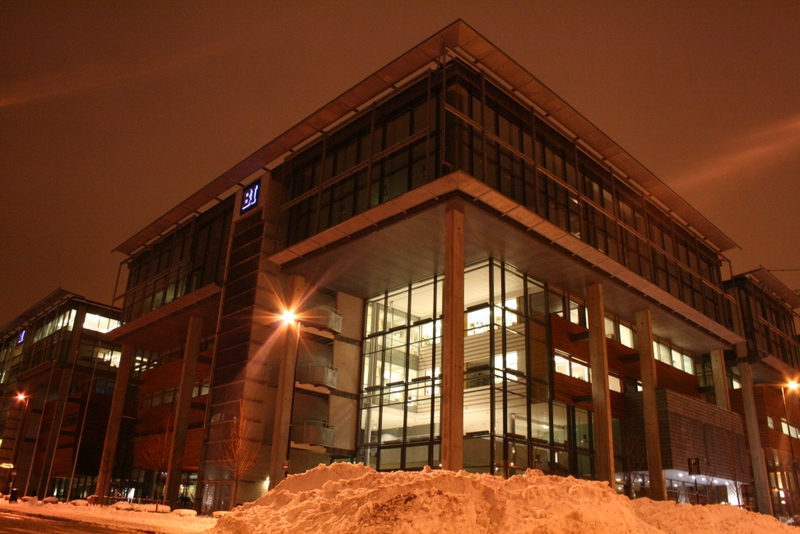
A Norvég Gazdálkodási Iskola

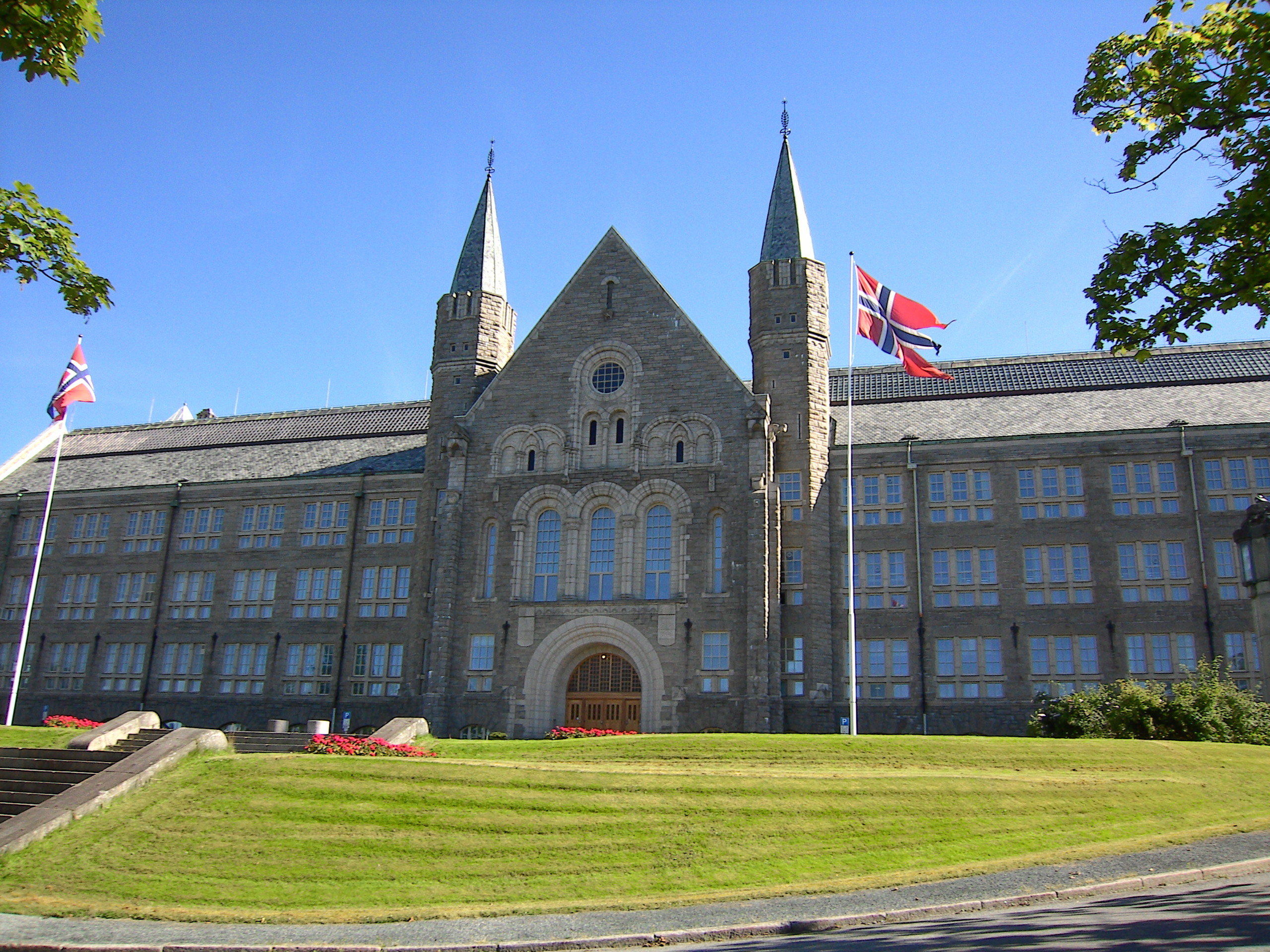
A norvég Tudományos és Technológiai Egyetem főépülete Trondheimben

Az oktatás már a gyerekek 3 éves korától általános. A PISA-felmérés szerint a norvég diákok az OECD tagországai közül a 30. legjobb minőségű oktatást élvezhetik.
A norvég iskolarendszerben 6-tól 16 éves korukig minden gyermek ugyanazt tanulja. A kisiskolások már első osztályban elkezdenek angolul tanulni. Ha végeztek az első 10 évvel az iskolában, akkor kell választani továbbtanulási irányt. Ilyen szakirányok például a dizájn és kézügyesség (Design and Handcraft) és az egészségügyi dolgozó (Health worker). Összesen 9 tágabb szakirány közül választhatnak a tanulók. A Design and Handcraft szakirány magába foglal 15 különböző szakmát. Ide tartozik többek között a virágkötészet, ötvösség, fodrászat is. Mindezt azért találták ki, hogy ha még nem pontos a diák elképzelése jövőjével kapcsolatban, de azt tudja, hogy kreatív munkát szeretne és a kezével akar dolgozni, akkor megismerkedhessen a lehetőségeivel. Ebben az első évben még vannak általános tantárgyak is. Tehát tanulnak matematikát, irodalmat, norvég nyelvet és történelmet is. Már az első évben kötelező a bolti gyakorlat. Heti egyszer kell a helyszínen dolgozniuk a diákoknak. Az első év után a következő év egy vízválasztó. Ebben az évben tanulják meg az alapjait a választott szakmának. Itt is kötelező a bolti gyakorlat, de a hangsúly az iskolai gyakorlaton van. Az év végén van egy elméleti és egy gyakorlati vizsga. Természetesen, aki az első év után úgy határoz, hogy inkább egyetemre akar menni, az megteheti, mivel tanult általános tantárgyakat, csak át kell jelentkeznie a megfelelő helyre, de határozhat így a második év után is. Az órák 9 órakor kezdődnek és délután 4-ig tartanak, az ebédidő 11:30 és 12:30 között van.

## Kulturális intézmények
könyvtárak, múzeumok, színházak, zene és tánc intézményei

### Kulturális világörökség
Az UNESCO a kulturális világörökség listájára az alábbi helyszíneket vette fel:
- Az urnesi dongatemplom;
- Bryggen (Bergen Hanza-kori kikötője);
- Røros bányaváros;
- Alta sziklarajzai;
- Vegaøyan – A Vega-szigetvilág;
- Struve földmérő vonal emlékei Norvégiában Hammerfest, Alta, Kautokeino településeken,
- Rjukan és Notodden ipari műemlékei.

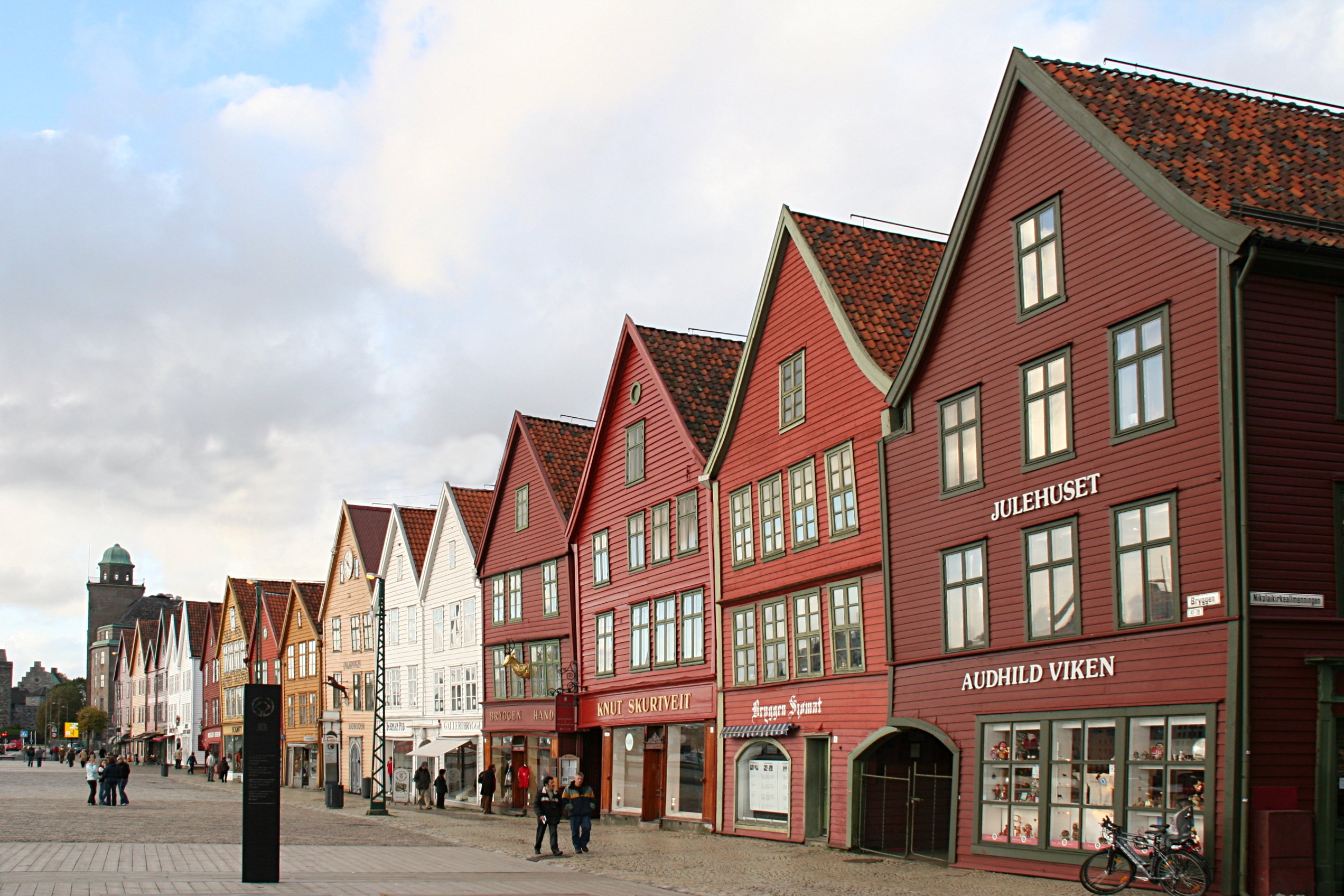
Bryggen (1979)
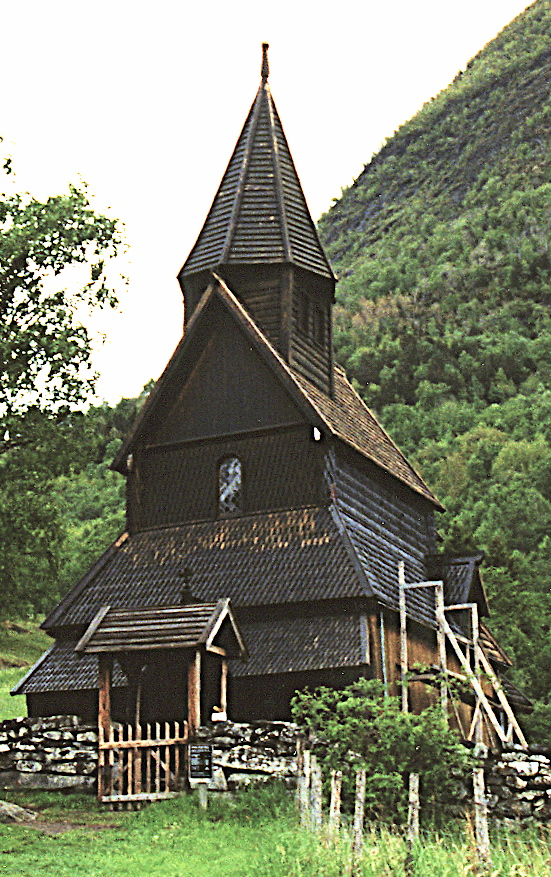
Urnesi dongatemplom (1979)
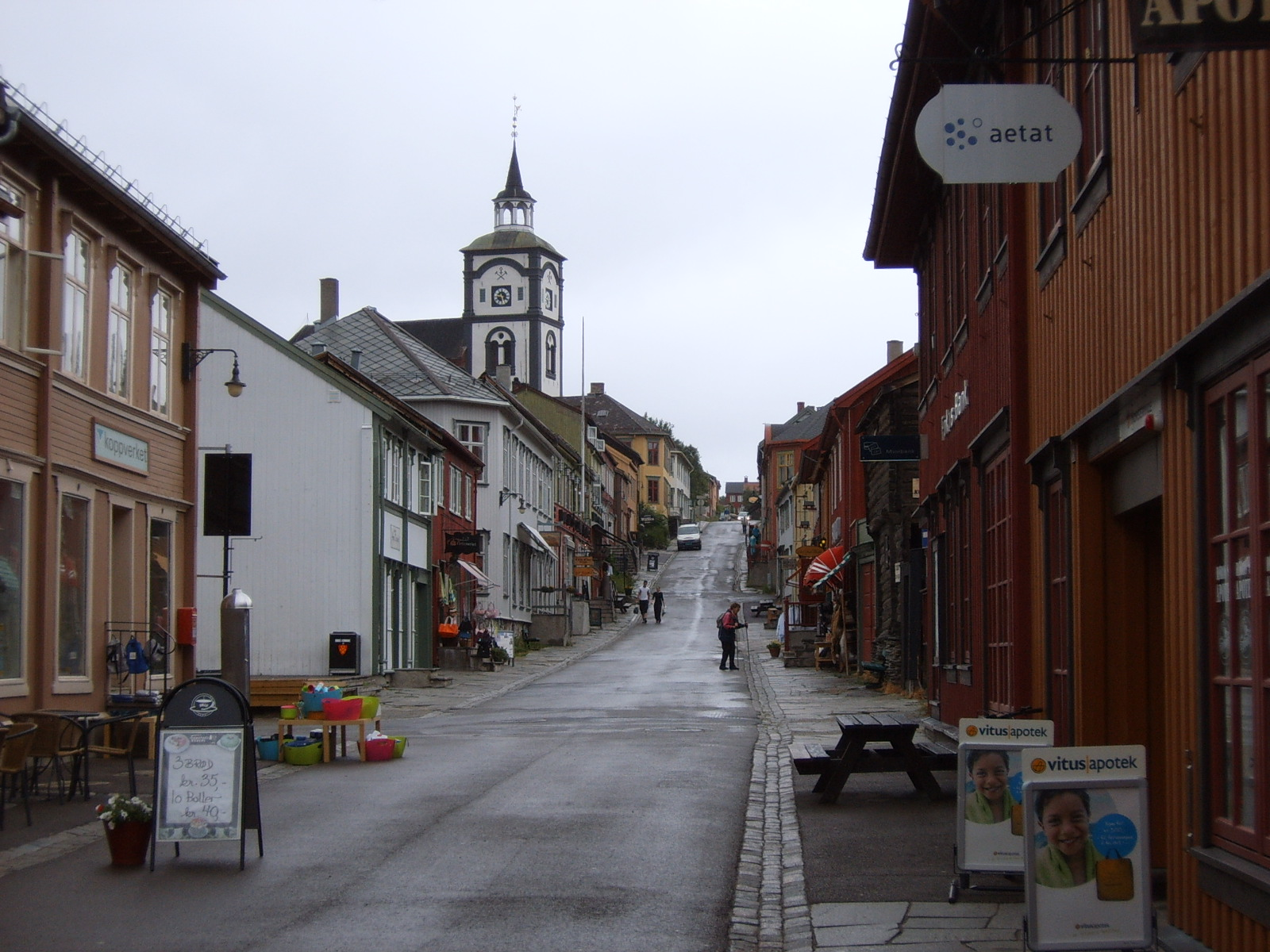
Røros (1980)
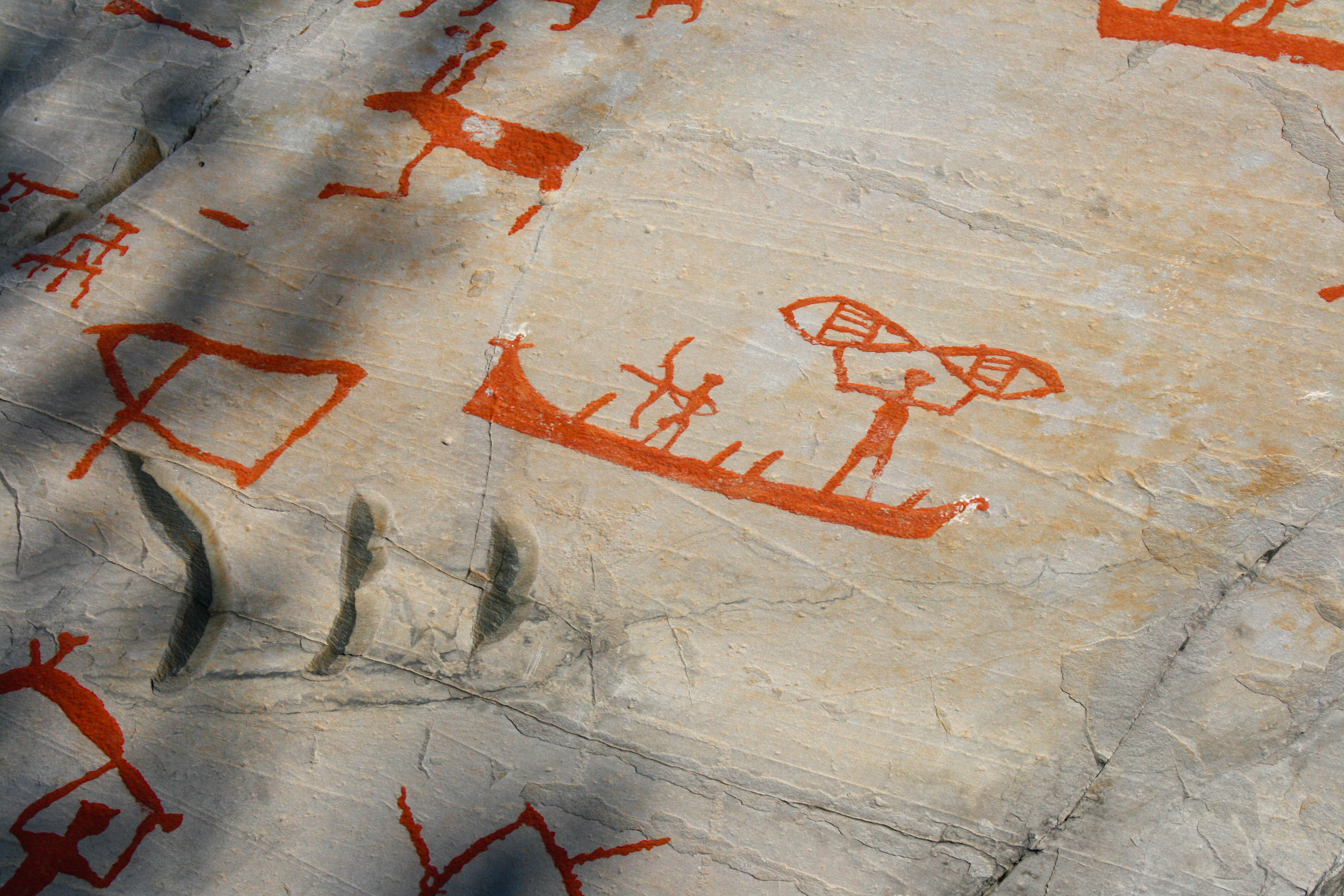
Alta sziklarajzai (1985)
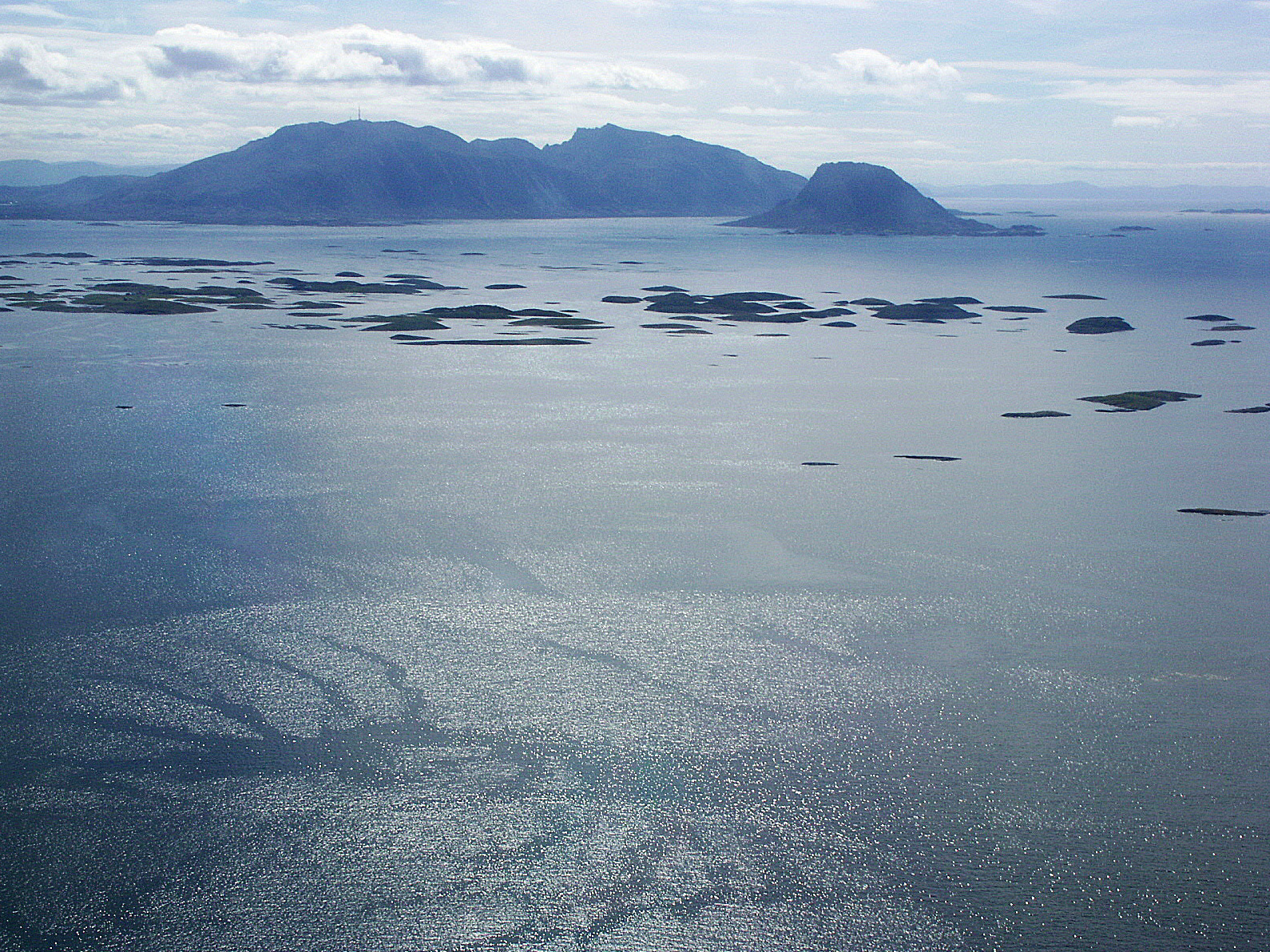
Vega-szigetek (2004)
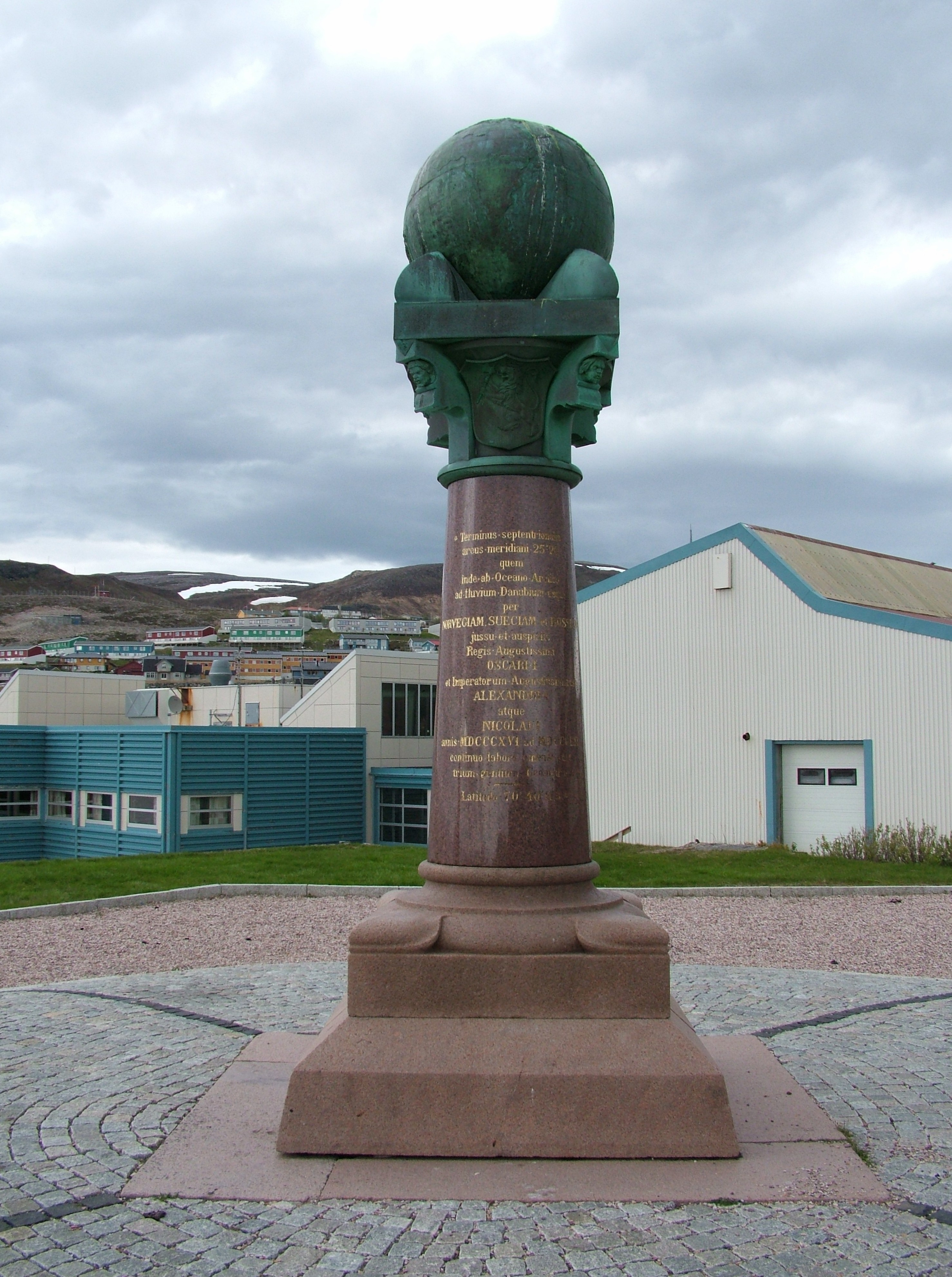
Struve földmérő vonal mérőpontja Hammerfestben (2005)
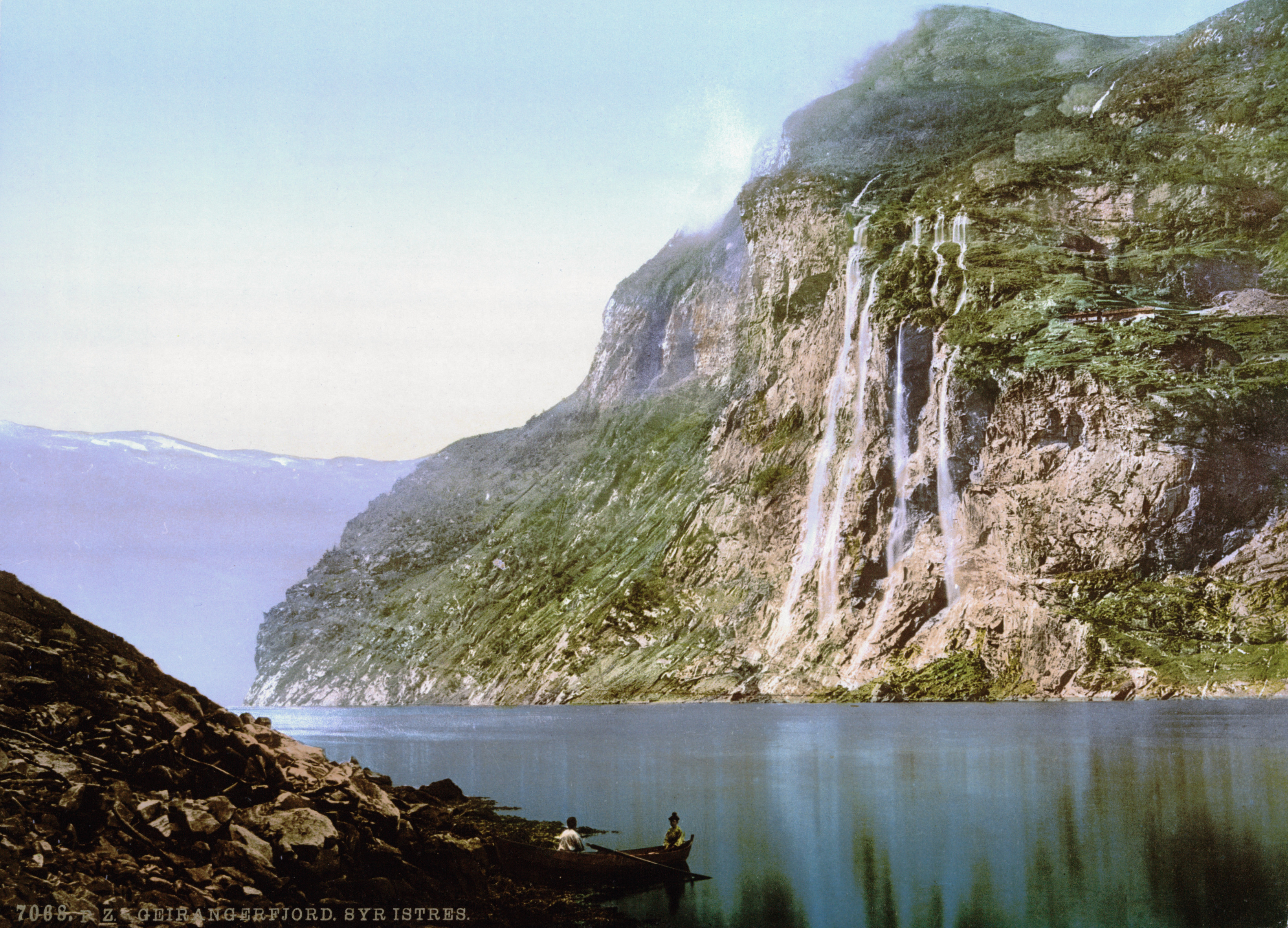
Geirangerfjorden (2005)
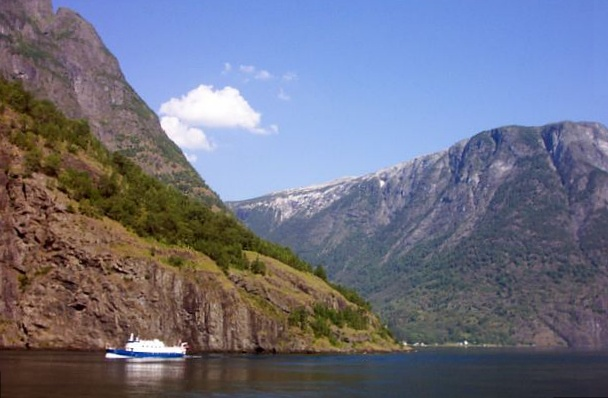
Nærøyfjorden (2005)
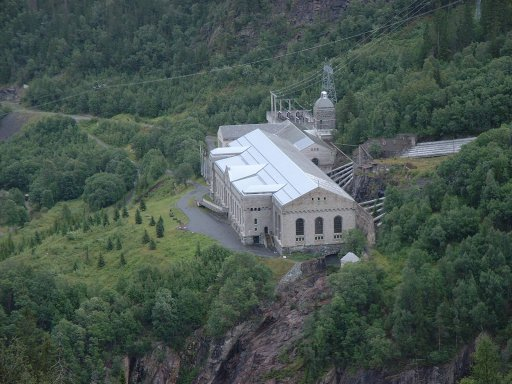
Rjukan és Notodden ipari műemlékei (2015)

## Művészetek
A norvég művészetet hosszabb ideig a németországi és holland műalkotások, valamint Koppenhága befolyása uralta. A 19. században kezdődött egy valóban norvég korszak, először portrékkal, később még lenyűgözőbb tájfestészettel. Johan Christian Dahl (1788–1857), aki a drezdai iskolából jött, volt a norvég tájképfestészet megalapítója."

### Építészet
A fával való építkezés hagyománya a távoli múltban gyökerezik, és elsősorban a zord skandináv éghajlatnak és a végtelen mennyiségű fa, mint építőanyag rendelkezésre állásának köszönhető. A köznép és a szegények házait hagyományosan fából építették.
Körülbelül ezer évvel ezelőtt a norvégiai kis fejedelemségeket egyetlen királysággá alakították, amely felvette a kereszténységet. Ezzel egyidejűleg elkezdődött a kőépítés is, amelynek egyik fő példája a nidarosi katedrális volt. A történelem folyamán az Európában népszerű építészeti stílusok csak ritkán érték el a Skandináv-félszigetet, viszonylag kevés példát találunk a barokk, a reneszánsz és a rokokó építészet stílusairól.
Norvégiában az első templomokat 1000 körül egyszerű angolszász és angol-normann stílusban építették. A román építészet főbb emlékei közül a következőket említjük: az okeriés a ringsakeri bazilikát, a stavangeri (1111-1130) és a hamari székesegyházat (1152-1309, 1567 óta rom), a bergeni Mária-templomot (1183 előtt) stb. Mind a román stílus, úgy a gótika stílusa is Anglián keresztül jött Norvégiába. Az egyházi gótika legnevezetesebb emléke a trondhemi székesegyház, amely 1299 táján készült el. Tűzvész következtében a templom nagyon megrongálódott, mígnem 1869-ben restaurálták. A gótika világi építményei közül említendő az 1248-60 táján épült, most restaurált bergeni királycsarnok. Az országban meghonosodott fatemplomok (stavtemplomok) szerkezete, úgy látszik, magában az országban fejlődött ki. Ez a sajátságos, érdekes építési mód a reformációval ért véget. A legtöbb fatemplom a 12. és 13. században épült; közülük mintegy pár tucat maradt fenn többé-kevésbé jó állapotban, ilyenek az Urnes, Borgund, Hitterdal, Hopperstad városokban levők. A reformáció korában, amikor Norvégia 1537. tartományi viszonyba került Dániához, a politikai hanyatlás egybeesik a művészet teljes hanyatlásával. A középkori építményeket elpusztították, a mozgatható műtárgyakat elvitték az országból. Norvégia 19. századbeli építészete csak néhány nevezetes művet mutat fel: az kristianiai királyi palota Linstowtól (1825-48), az egyetemi épület Groschtól (1841-53), a Szentháromság-templom Châteauneuftől (1853-58), a backsteini János-templom Bulltól (1878-ban fejezték be), a szobormúzeum Schirmertől. Külön említést érdemelnek Holmenkollen és Frognersäter pompás faépítményei (amelyek közül az előbbiek 1895-ben leégtek) és Munhe nemzeti fa-stílusban készült alkotásai. Legnevezetesebb a trondheimi dómnak Christie Keresztélytől való restaurálása.

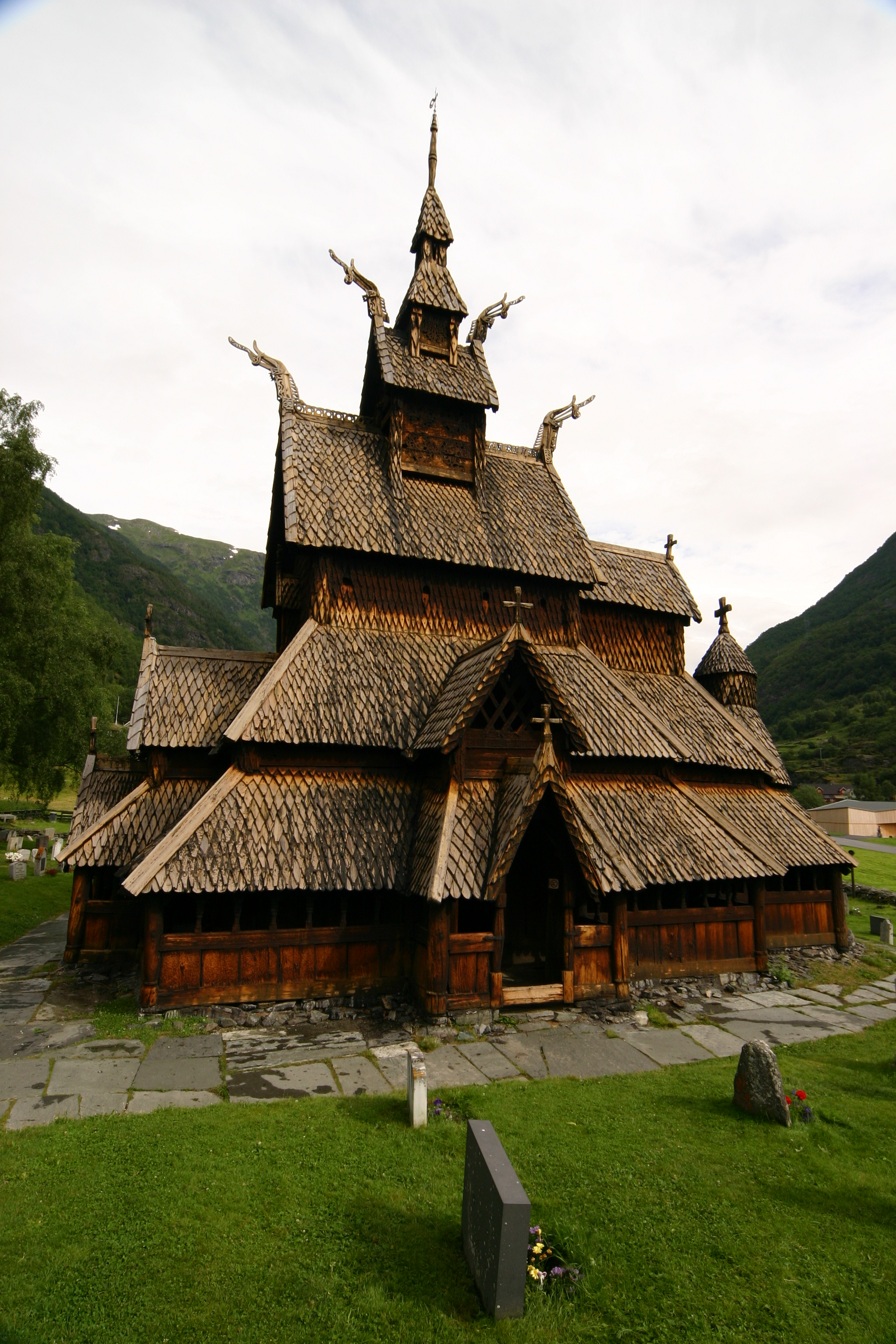
Fatemplom Borgundban
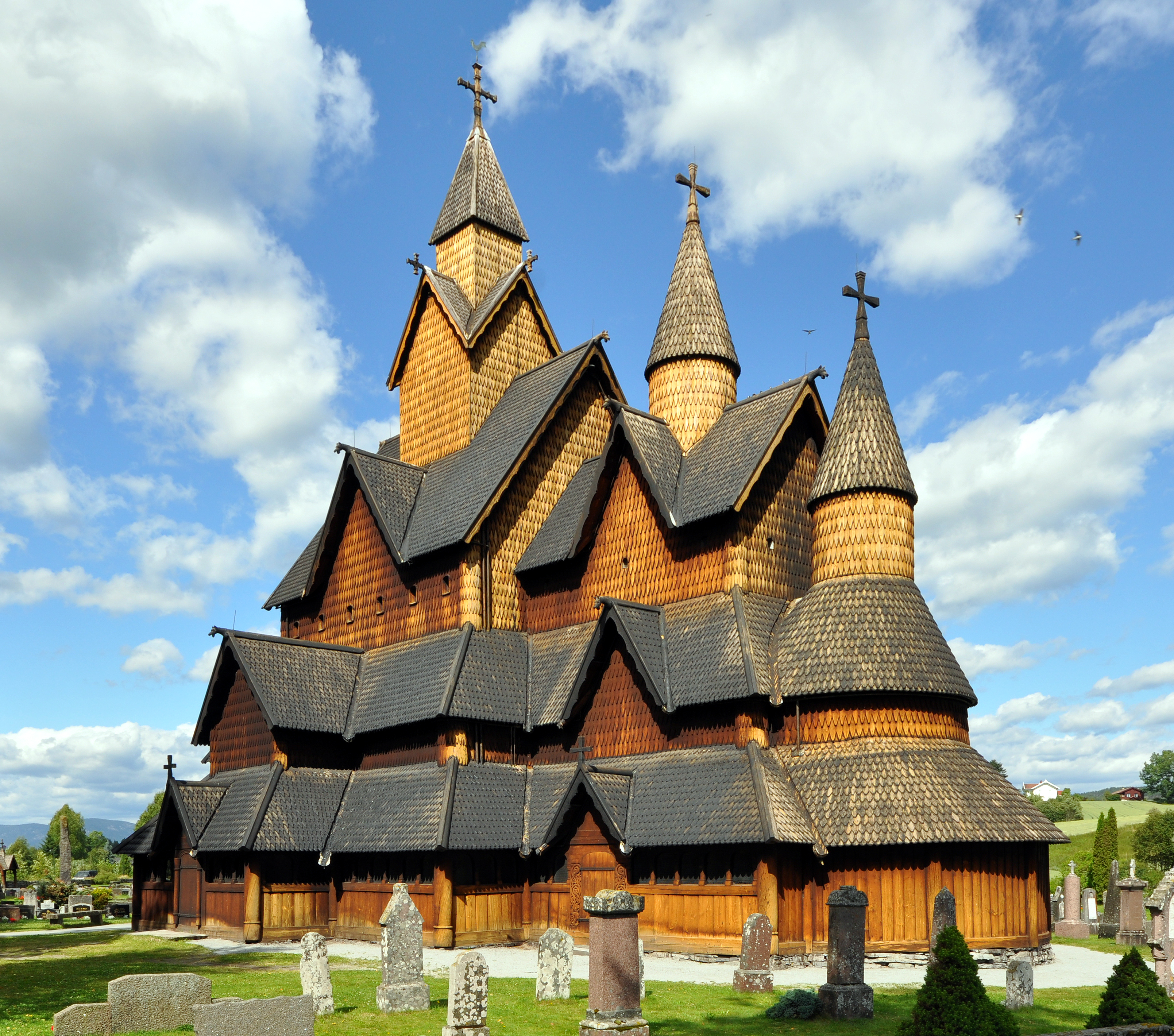
Heddali fatemplom
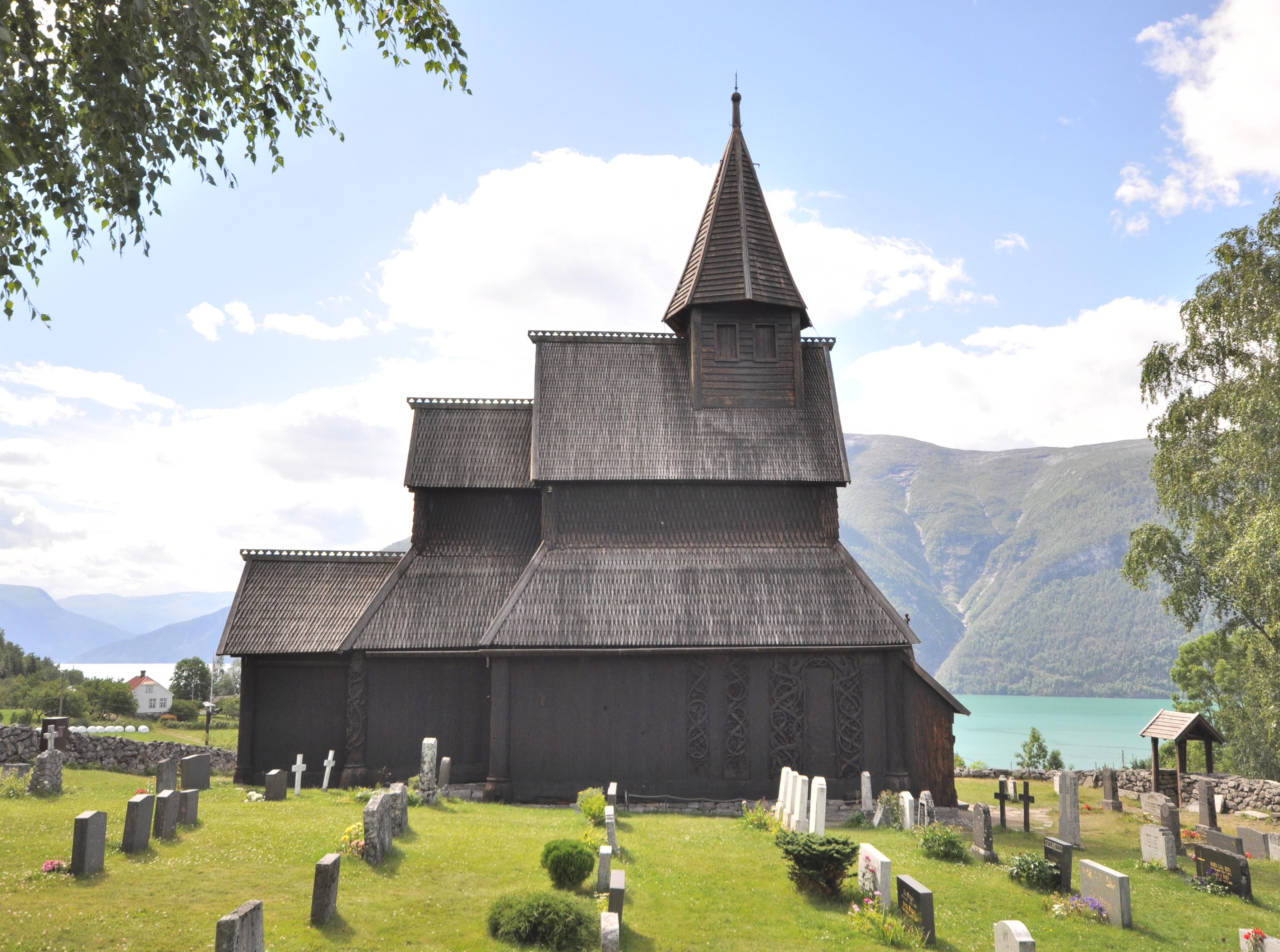
Urnesi dongatemplom
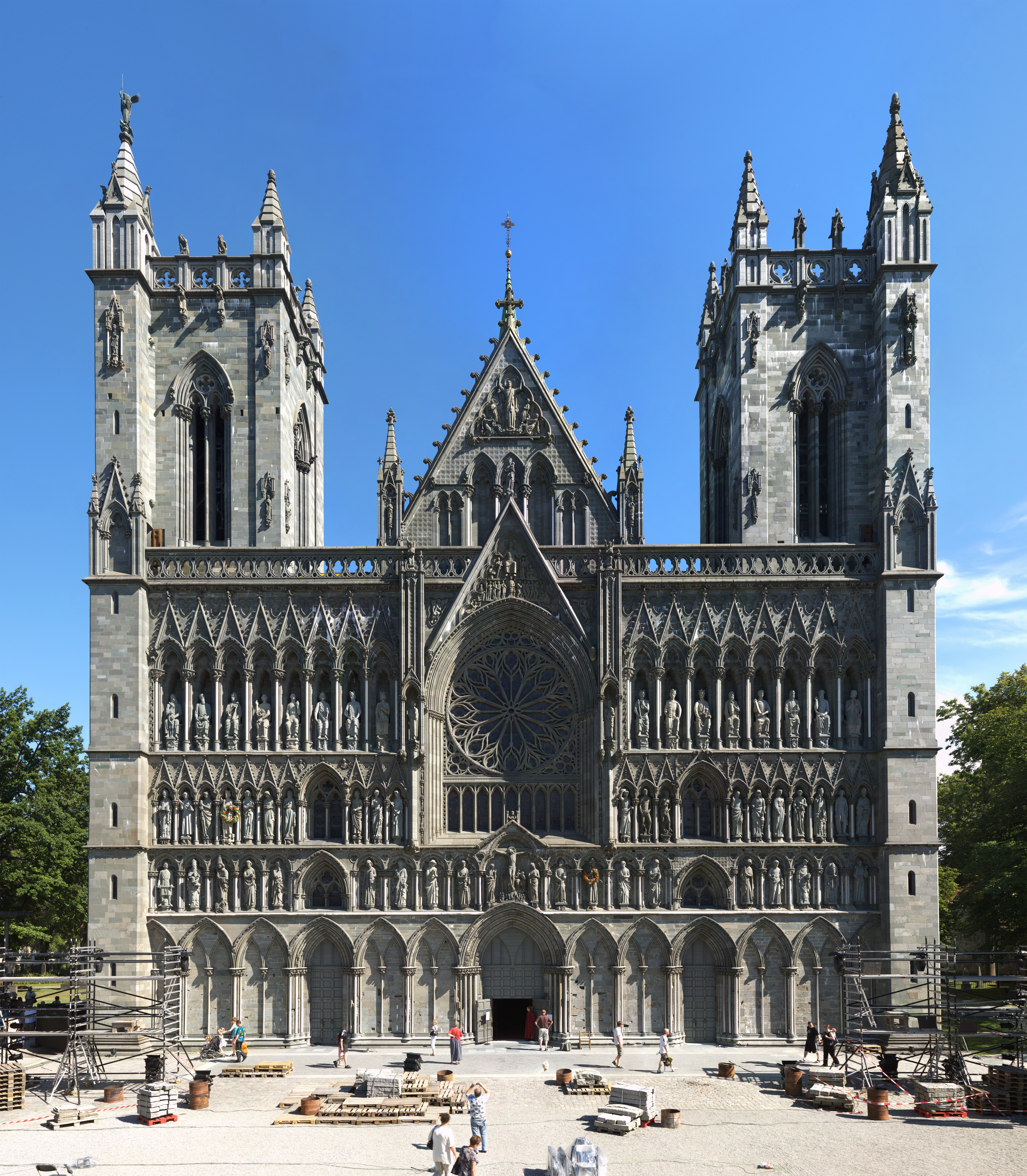
Nidarosi katedrális nyugati homlokzata (gótikus)
Bryggen
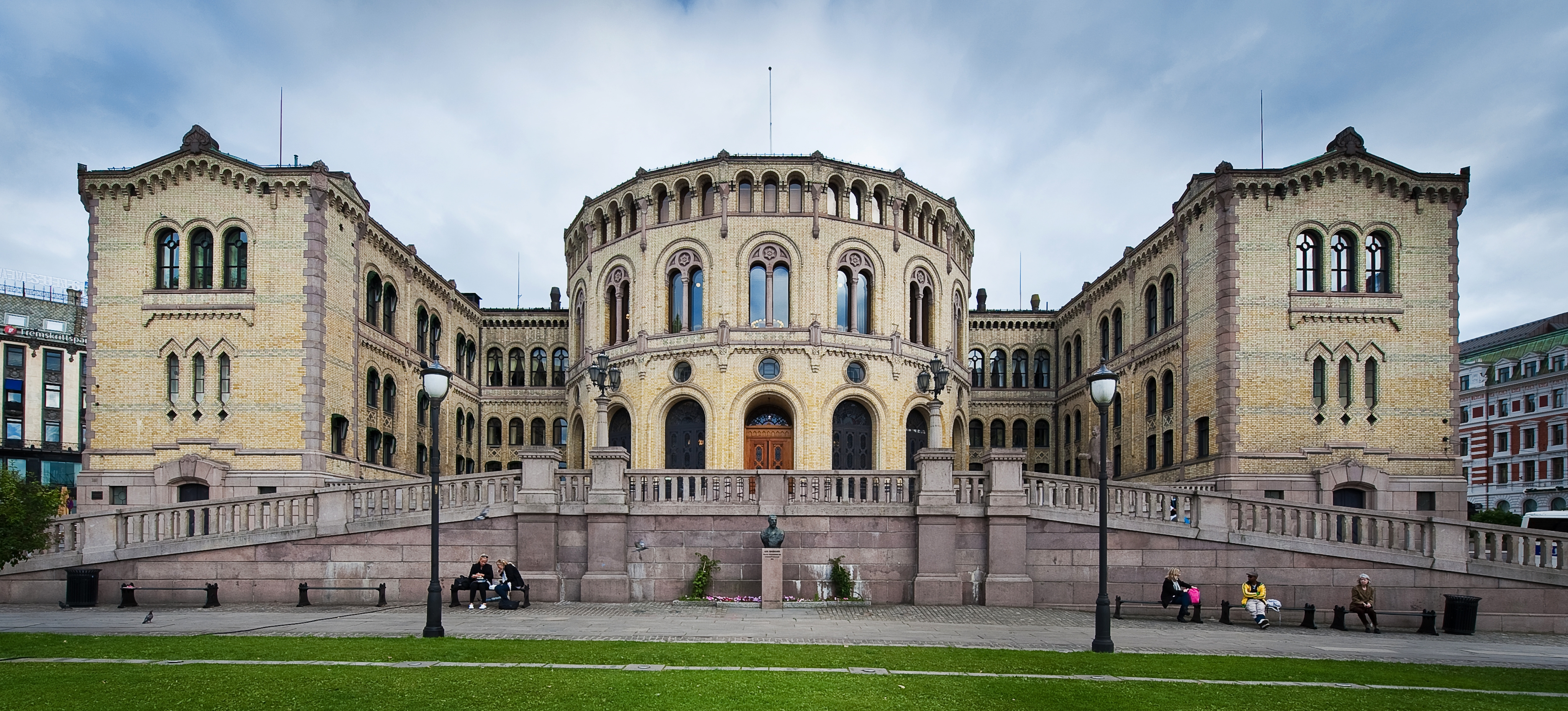
Storting, a parlament épülete (19. sz., több stílus kombinációja)
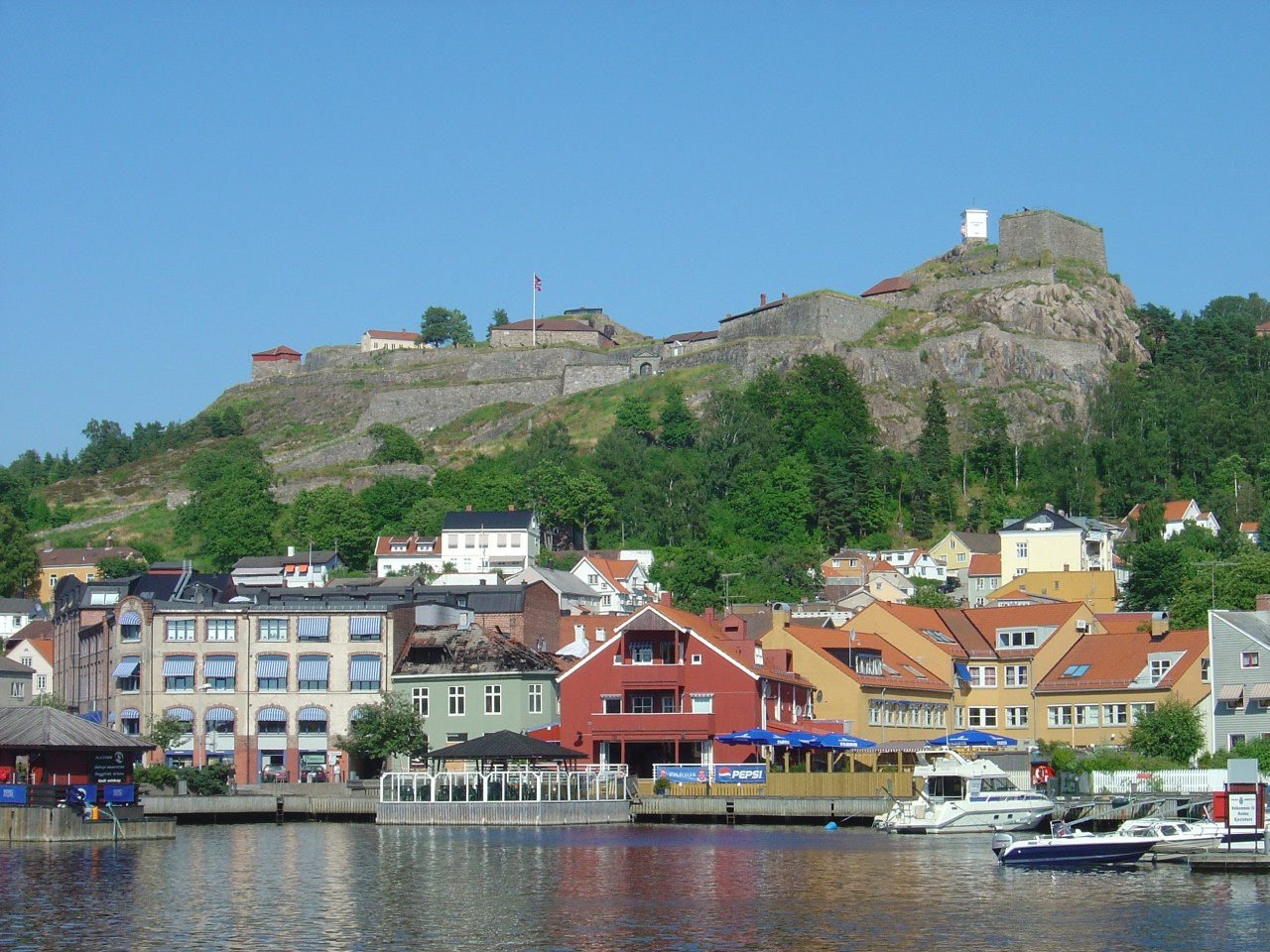
Fredrikshald / Fredriksten
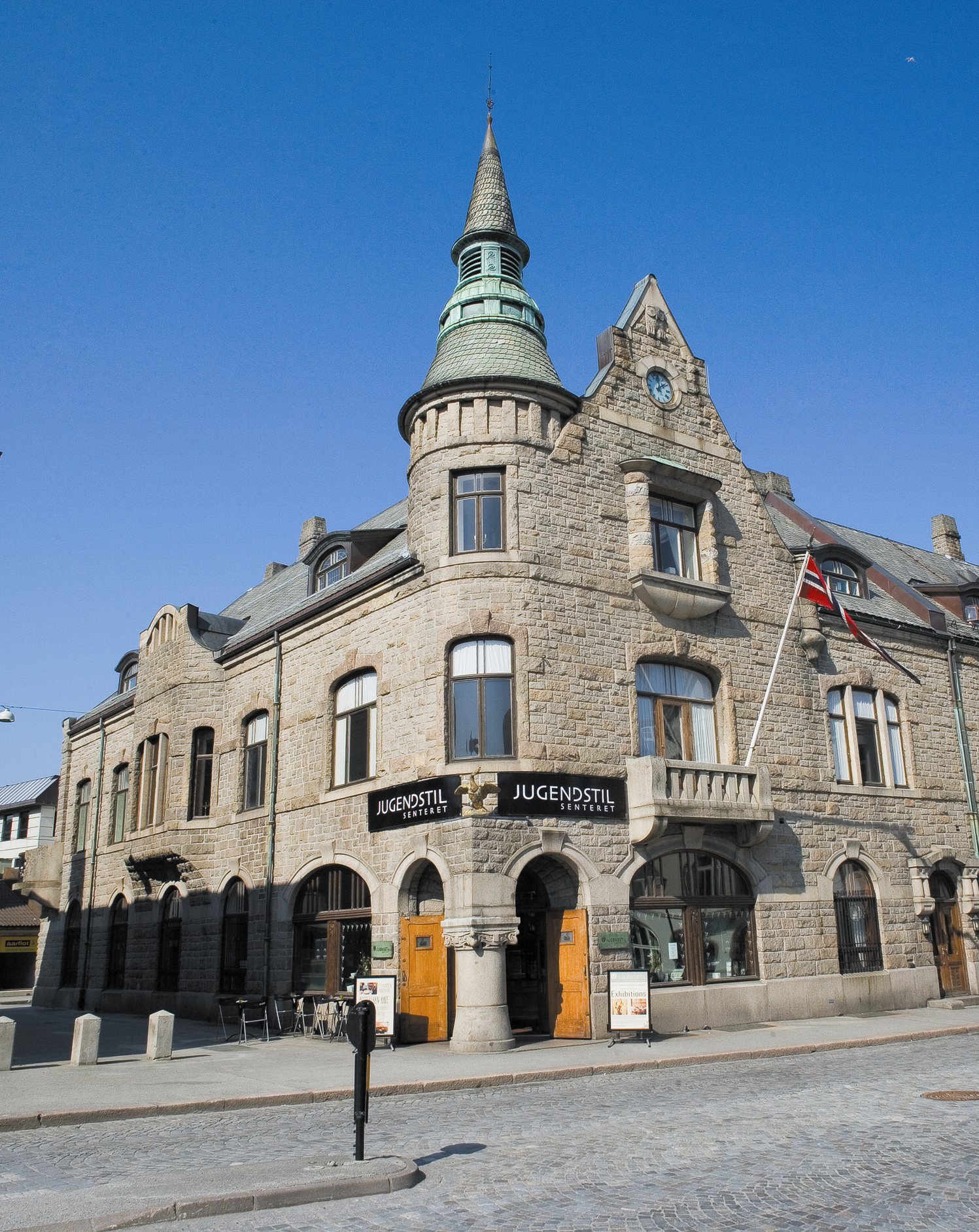
Jugendstil Center, Ålesund
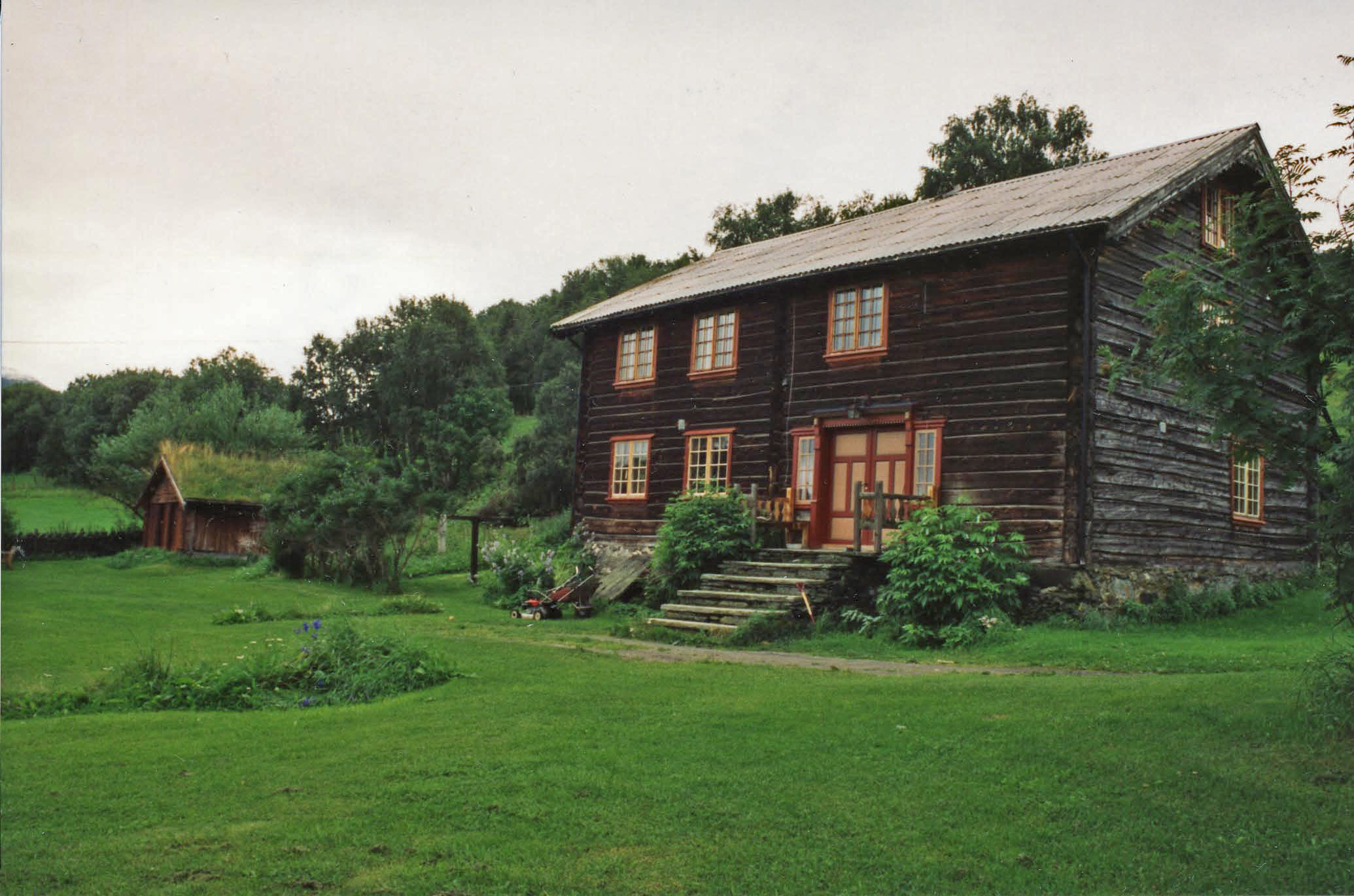
Vernakuláris építészet egy példája, Trøndelag
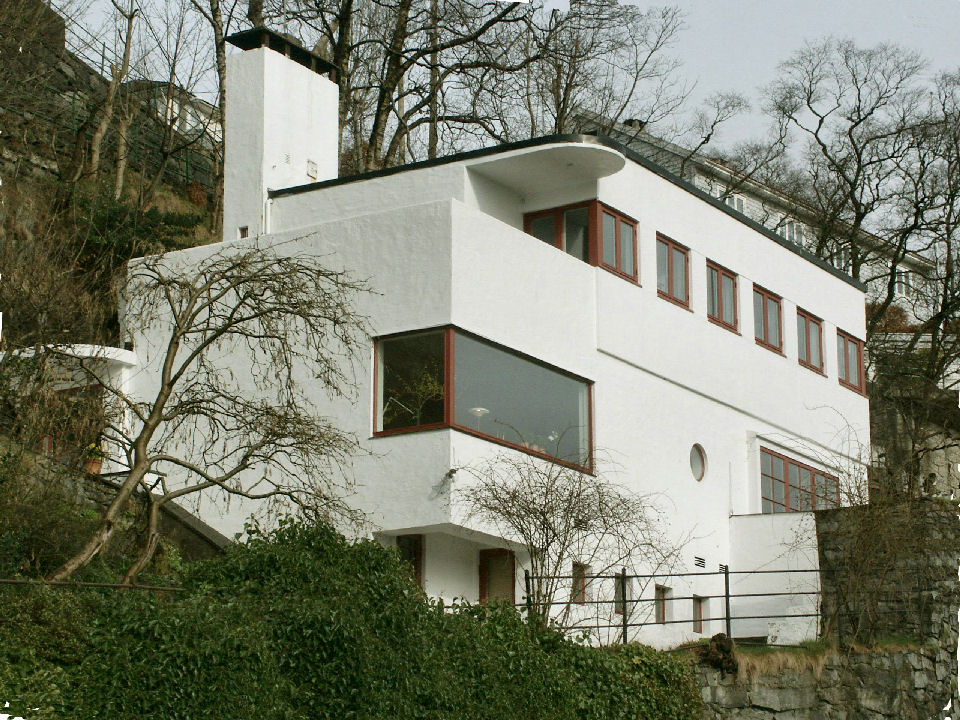
A funkcionalista építészet egy alkotása, Bergen
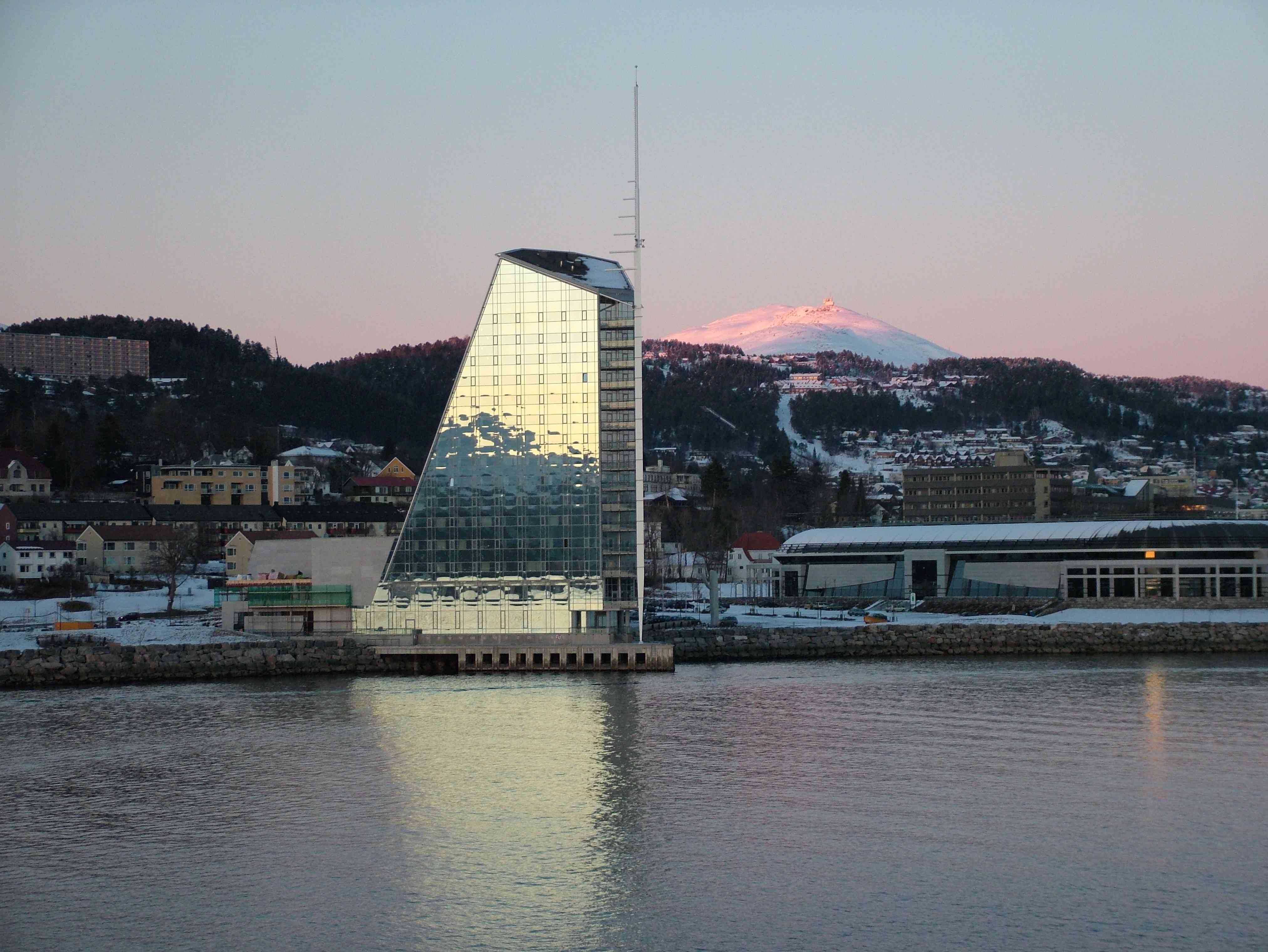
Rica Seilet Hotel, Molde

### Képzőművészetek
Edvard Munch, Johan Christian Dahl.
Norvégia népművészeti hagyománya magába foglalja az alkalmazott művészeteket, például a rosemåling (fafestmény stílus) és a fafaragást. A 19. századot a norvég művészet aranykorának tekintik. Számos művész érte el a nemzetközi hírnevet, például Adolph Tidemand, Hans Gude és Johan C. Dahl. Edvard Munch, aki az expresszionizmusnak nevezett stílusban dolgozott, az a norvég művész, aki nemzetközileg a legismertebb. A modern időkben Odd Nerdrum, Håkon Gullvåg, Inger Sitter és Ørnulf Opdahl a legismertebb norvég festők közé tartoznak. Gustav Vigeland Norvégia leghíresebb szobrásza.

#### Szobrászat
Norvégia középkori szobrászatának művei főként fafaragványok, amelyek a fatemplomok kapuzatát és a csúcsíves szárnyas oltárokat díszítik. A hanyatlás korában a 16. század óta a fafaragást csak a nép űzte. A népből vált ki a jelen elefántcsontfaragó Magnus Berg (1666-1737) is. A 19. században a nehéz életviszonyok, amelyekkel a szobrászoknak (Michelsen, Hausen, Fladager Budae) küzdeniük kellett, nagyon megakasztották a képfaragás fejlődését. A 19. századi szobrászok között említendők Glosimot az elefántcsontfaragót, továbbá Borch, Brynjulf Bergslien, Julius Middelthun, Jacobsen; Sinding, Skeibrok.

#### Festészet
A festészet a középkorban néhány sajátságos antegpendiumot mutathat fel (különösen a bergeni apátságban van sok), amelyek bibliai és szent jeleneteket ábrázolnak. A 18. század második felében tűnnek fel Blumenthal Bergenben és a parasztfestő Odnes Péter. A 19. század elején a norvég nemzeti élet fellendülésével a nemzeti művészet is virágzásnak indult. A bergeni születésű tájképfestő, Dahl Ker. János tanár lett a drezdai művészeti akadémián és itt dolgozott számos fiatal honfitársa is: Fearnley (1802-42), Baade (1808-1879) és Frich (1810-58). Görbitz pedig Bécsben és Párisban dolgozott. 1840 körül kezdődik az ifjú norvég művészet második periódusa. Tidemand Adolf, aki a norvég népéletből vett képeivel tűnt fel és Hans Gude, a tájképfestő, Düsseldorfba mentek és ott ifjú norvég festőkből iskolát alakítottak, amely később (1863) Gudét Karlsuhéba is követte. Gude hatása alatt állottak: Johan Fredrik Eckersberg, Morten Müller, Cappelen, Bodom, Jacobsen, Wexelsen, G. Munthe, Amaldus Nielsen, Rasmussen, Nillsen, Smith-Hald, Sinding, Diesen, Ulfsten stb. Tidemandot követték: Knud Bergslien, Arbo, Hansen, s néhány festőnő: Lund, Dietrichson, Hansteen és Schreiber. Mint állatfestők Siegwald, J. C. Dahl, Sinding, Uchermann és Askevolt tűntek ki. A csendéletfestő Böe és a tengerészeti festő Beneter Párizsban képezték magukat. A 19. századi korban nagyon fontos volt a festészet fejlődésére nézve a festőiskola megnyitása Kristianiában. Ez iskola Eckersberg vezetése alatt állott és az ifju művészeket mindinkább hazájukhoz fűzte. További kiképeztetésüket azután Karlsruhéban és Münchenben igyekeztek elérni. Ilyenek voltak: Ross, Grönvold, Eilif Peterssen, Heyerdah. Kolstö, Skredsvig, Wergeland és E. Werenskiold, továbbá Uchermann, Egenes és K. Kielland festőnők. Skramstad, a tájképfestő és Frithjof Smith Münchenben, C. Krogh, Holter és Barth Berlinben, Grimelund és Thanlow főleg Párizsban képezték magukat. Peters Vilmos és Axel Ender a stockholmi akadémia növendékei voltak. Az 1878-iki világkiállítás alkalmával úgyszólván az egész művészi gárda Párizsba ment, ahol a világos színeket kedvelő és impresszionista festők hatása alá kerültek. Hazájukba térve e hatás meg is látszott műveiken. A művészek közül Hansteen, Wenzel, Diriks, Glöersen  és Edvard Munch említendők.

### Filmművészet

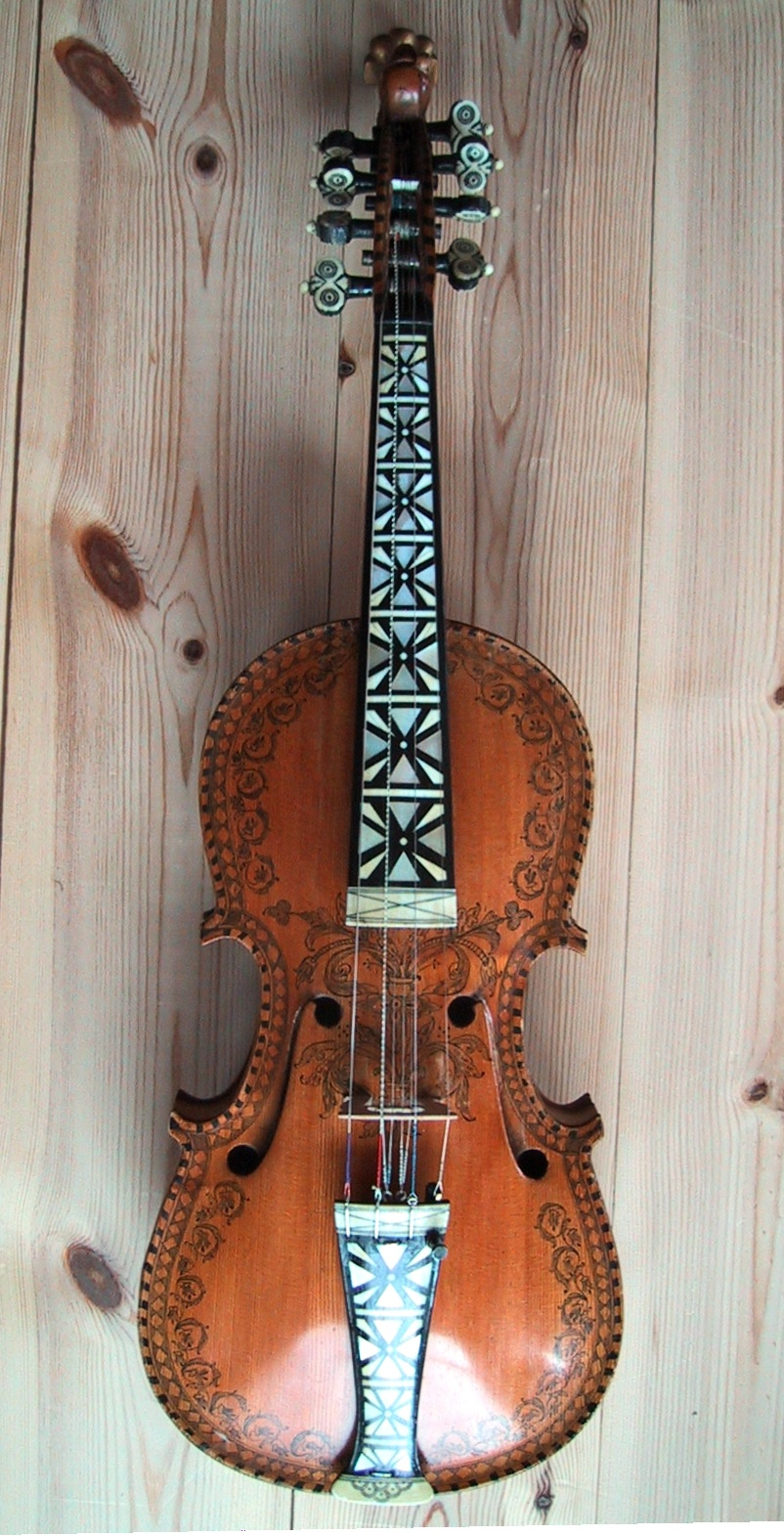
Hardanger fidula

### Zene
A 19. században a nemzeti zene úttörői: Ole Bull és Ludvig Mathias Lindeman. A nemzetközileg elismert klasszikus norvég zeneszerzők, Edvard Grieg és Johan Svendsen mélyen inspiráltak a norvég népzenéből, és beillesztették a művészeti zenébe.
A könnyűzenében nemzetközileg legnagyobb sikert arattak az A-ha és a Röyksopp, valamint a közelmúltban Kygo és Alan Walker.
Norvégia szintén hozzájárult a black metal fejlődéséhez, a Mayhem, a Burzum, a Dimmu Borgir és az Enslaved nevű zenekarokkal.

#### Eurovíziós Dalfesztivál
Alexander Rybak, a norvég–fehérorosz származású előadóművész Fairytale című dala 387 ponttal győzött a 2009-es Eurovíziós Dalfesztiválon Moszkvában. A produkció sok ember tetszését nyerte el, mivel Rybak saját szerzeményét adta elő és nemcsak énekelt, hanem hegedült is. A siker nyomán Oslóban rendezték a 2010-es Eurovíziós Dalfesztivált. A dal európai és világismertséget, koncertturnék sorozatát hozta meg számára a következő 10 évben.

#### Egyéb
- Szent Olaf-dráma

## Hagyományok, néprajz
A hagyományos norvég Mikulás (Julenisse) térdnadrágot, kézzel kötött harisnyát, norvég pulóvert és házi szövésű kabátot visel. A norvég házakban Julenissének jut az asztalfő, és egy megágyazott ágy is jár neki.
A karácsony hagyományos itala Norvégiában az akevitt (akvavit) néven ismert, köménnyel fűszerezett szesz. Nevének eredete a latin aqua vitae – „az élet vize”.

## Sport
Mint sok más európai országban, a futball a legnépszerűbb sport. Az egyik legismertebb futballklub a Rosenborg BK, ami többször szerepelt már a Bajnokok Ligájában is.
A labdarúgáson kívül a síelés és a téli sportok nagyon népszerűek, és a norvég sportolók nemzetközileg is erősek ezen sportágakban. A népszerű téli sportok közé tartozik a sífutás, a korcsolyázás, a síugrás, a biatlon és az alpesi sportágak.
A nemzetközileg ismertebb norvég sportolók közé tartozik: Oscar Mathisen, John Arne Riise, Ole Gunnar Solskjær, Sonja Henie, Grete Waitz, Bjørn Dæhlie, Ole Einar Bjørndalen, Petter Northug, Kjetil André Aamodt, Jon Rønningen, Andreas Thorkildsen, Petter Solberg, Johann Olav Koss, Marit Bjørgen, Kari Traa, Sigurd Pettersen. 

## Ünnepek
| Dátum    | Név                | Helyi név                      | Megj.                 |
| -------- | ------------------ | ------------------------------ | --------------------- |
| Jan. 1.  | Újév               | Første nyttårsdag              |                       |
|          | Nagycsütörtök      | Skjærtorsdag                   |                       |
|          | Nagypéntek         | Langfredag                     |                       |
|          | Húsvétvasárnap     | Første påskedag                |                       |
|          | Húsvéthétfő        | Andre påskedag                 |                       |
| Máj. 1.  | Munka ünnepe       | Første mai                     |                       |
| Máj. 17. | Alkotmány napja    | Syttende mai or Grunnlovsdagen | 1814                  |
|          | Mennybemenetel     | Kristi himmelfartsdag          | 39 nappal húsvét után |
|          | Pünkösd            | Første pinsedag                | 49 nappal húsvét után |
|          | Pünkösdhétfő       | Andre pinsedag                 | 50 nappal húsvét után |
| Dec. 25. | Karácsony          | Første juledag                 |                       |
| Dec. 26. | Szent István napja | Andre juledag                  |                       |

## Fordítás
- Ez a szócikk részben vagy egészben  a   Culture of Norway című angol Wikipédia-szócikk fordításán alapul.  Az eredeti cikk szerkesztőit annak laptörténete sorolja fel. Ez a jelzés csupán a megfogalmazás eredetét és a szerzői jogokat jelzi, nem szolgál a cikkben szereplő információk forrásmegjelöléseként.